# ITF Tyler
Das ITF Tyler (offiziell: Christus Health Pro Challenge, vormals: Bellatorum Resources Pro Classic) ist ein Tennisturnier der ITF Women’s World Tennis Tour, das in Tyler, Texas, Vereinigte Staaten ausgetragen wird.

## Siegerliste

### Einzel
| Jahr                   | Siegerin        | Finalgegnerin       | Ergebnis      |
| ---------------------- | --------------- | ------------------- | ------------- |
| ↓ Kategorie: $80.000 ↓ |                 |                     |               |
| 2017                   | Kristie Ahn     | Danielle Collins    | 6:4, 6:4      |
| 2018                   | Whitney Osuigwe | Beatriz Haddad Maia | 6:3, 6:4      |
| ↓ Kategorie: W80 ↓     |                 |                     |               |
| 2019                   | Mandy Minella   | Alexa Glatch        | 6:4, 6:4      |
| 2020                   | Ann Li          | Marta Kostjuk       | 7:5, 1:6, 6:3 |
| 2021                   | Misaki Doi      | Harriet Dart        | 7:65, 6:2     |
| 2022                   | Taylor Townsend | Yuan Yue            | 6:4, 6:2      |
| 2023                   | Emma Navarro    | Kayla Day           | 6:3, 6:4      |
| ↓ Kategorie: W100 ↓    |                 |                     |               |
| 2024                   | Renata Zarazúa  | Iva Jovic           | 6:4, 6:2      |

### Doppel
| Jahr                   | Siegerinnen                          | Finalgegnerinnen                   | Ergebnis          |
| ---------------------- | ------------------------------------ | ---------------------------------- | ----------------- |
| ↓ Kategorie: $80.000 ↓ |                                      |                                    |                   |
| 2017                   | Jessica Pegula Taylor Townsend       | Jamie Loeb Rebecca Peterson        | 6:4, 6:1          |
| 2018                   | Nicole Gibbs Asia Muhammad           | Desirae Krawczyk Giuliana Olmos    | 3:6, 6:3, [14:12] |
| ↓ Kategorie: W80 ↓     |                                      |                                    |                   |
| 2019                   | Beatrice Gumulya Jessy Rompies       | Hsu Chieh-yu Marcela Zacarías      | 6:2, 6:3          |
| 2020                   | Allura Zamarripa Maribella Zamarripa | Paula Kania-Choduń Katarzyna Piter | 6:3, 5:7, [11:9]  |
| 2021                   | Giuliana Olmos Marcela Zacarías      | Misaki Doi Katarzyna Kawa          | 7:5, 1:6, [10:5]  |
| 2022                   | Marija Kosyrewa Ashley Lahey         | Jaeda Daniel Nell Miller           | 7:5, 6:2          |
| 2023                   | Amelia Rajecki Abigail Rencheli      | Anna Rogers Alana Smith            | 7:5, 4:6, [16:14] |
| ↓ Kategorie: W100 ↓    |                                      |                                    |                   |
| 2024                   | Clervie Ngounoue Alexandra Osborne   | Mary Lewis Brandy Walker           | 6:2, 6:3          |

## Quelle
- ITF Homepage